# 라이언 맥가원
라이언 제임스 맥가원(Ryan James McGowan, 1989년 8월 15일 ~ )는 오스트레일리아의 축구 선수이다. 수비수와 미드필더를 모두 소화할 수 있다.

## 선수 경력
2014년 FIFA 월드컵에 오스트레일리아 국가대표팀 자격으로 참가하였다.